# تاکایوکی تانی

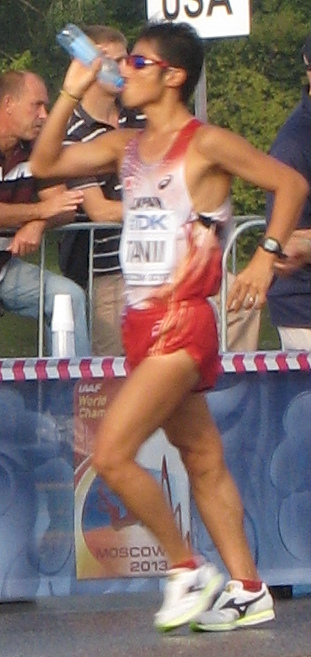
تاکایوکی تانی در سال ۲۰۱۳

تاکایوکی تانی (انگلیسی: Takayuki Tanii؛ زادهٔ ۱۴ فوریهٔ ۱۹۸۳) یک دونده پیاده‌روی سرعت اهل ژاپن است.
از افتخارات وی میتوان به کسب برنز ۵۰ کیلومتر پیاده‌روی سرعت در ۲۰۱۵ پکن اشاره کرد.